# Длинная улица (Зеленогорск)
Дли́нная у́лица — улица в городе Зеленогорске Курортного района Санкт-Петербурга. Проходит от проспекта Ленина до Институтской улицы (фактически Институтской улицы в том месте нет).
Первоначально, с 1920-х годов, именовалась Pitkäkatu. Этот геоним с финского языка переводится как Длинная улица.
После войны улице дали нынешнее название в русском написании.
Согласно проекту планировки, Длинная улица должна получить новый 640-метровый участок на востоке.